# 34.ª Divisão (Japão)
A 34ª Divisão foi uma divisão de infantaria do Império do Japão que serviu durante a Segunda Guerra Mundial. A divisão foi formada no dia 7 de fevereiro de 1939 em Osaka, sendo desmobilizada no mês de setembro de 1945 com o fim da guerra.

## Comandantes
| Comandante                  | Data                                         |
| --------------------------- | -------------------------------------------- |
| Lt. General Kameji Seki     | 9 de março de 1939 - 2 de dezembro de 1940   |
| Lt. General Shigeru Oga     | 2 de dezembro de 1940 - 8 de outubro de 1942 |
| Lt. General Hikosaburo Hata | 8 de outubro de 1942 - 25 de março de 1943   |
| Lt. General Takeo Ban       | 25 de março de 1943 - 30 de setembro de 1945 |

## Subordinação
- 11º Exército - 15 de março de 1939
- Grupo de Exércitos Expedicionário China - 1945

## Ordem da Batalha
- 34. Grupo de Infantaria (desmobilizado no dia 10 de junho de 1943)
- 216. Regimento de Infantaria
- 217. Regimento de Infantaria
- 218. Regimento de Infantaria
- 34. Regimento de Reconhecimento
- 34. Regimento de Artilharia de Campo
- 34. Regimento de Engenharia
- 34. Regimento de Transporte
- Unidade de comunicação